# Knut Torbjørn Eggen
Knut Torbjørn Eggen (1. november 1960 - 20. februar 2012) var en norsk fodboldspiller (forsvarer) og -træner, søn af Nils Arne Eggen.
Eggen tilbragte hele sin karriere hos Rosenborg BK i Trondheim, og vandt tre norske mesterskaber med klubben. Efter sit karrierestop var han træner for blandt andet Fredrikstad. For Norges landshold spillede han fire kampe i 1984.
Eggen begik selvmord i 2012 efter en lang kamp med psykisk sygdom.

## Titler
Eliteserien
- 1985, 1988 og 1990 med Rosenborg

Norsk pokal
- 1988 og 1990 med Rosenborg